# Monte Wallace
Il Monte Wallace (in lingua inglese: Mount Wallace) è una vetta antartica alta 1.490 m, situata sul fianco meridionale del bocca del  Ghiacciaio Roe, alla congiunzione con il Ghiacciaio Scott, nelle Tapley Mountains, catena montuosa che fa parte dei Monti della Regina Maud, in Antartide. 
Fu mappata dalla United States Geological Survey (USGS) sulla base di ispezioni in loco e foto aeree scattate dalla U.S. Navy nel periodo 1960-64.
La denominazione è stata assegnata dall'Advisory Committee on Antarctic Names (US-ACAN) in onore di J. Allen Wallace Jr., meteorologo alla Base Amundsen-Scott nella sessione invernale del 1960.